# Engyprosopon regani
Engyprosopon regani és un peix teleosti de la família dels bòtids i de l'ordre dels pleuronectiformes.

## Morfologia
Pot arribar als cm de llargària total.

## Distribució geogràfica
Es troba a les costes de l'Illa de Pasqua.